# In een ander licht
 In een ander licht is het tiende studioalbum van de Nederlandse zanger Stef Bos. Het album werd uitgebracht in 2009. De nummers zijn uitgevoerd samen met het Metropole Orkest onder leiding van dirigent Jules Buckley.
Stef Bos is naar een idee van het NCRV NPO Radio 2 programma Volgspot gevraagd 12 liederen te schrijven op basis van personen uit de Bijbel. De nummers werden opgenomen van 7 tot en met 11 september 2009 in het Muziekcentrum van de Omroep te Hilversum.
In 2019 werd een jubileumeditie uitgebracht met nieuwe opnames in de Grote Kerk in Apeldoorn.

## Nummers
| Nr. | Titel                                                  | Schrijver(s)                                                                | Duur |
| --- | ------------------------------------------------------ | --------------------------------------------------------------------------- | ---- |
| 1.  | Lied van Lot - Ruïnes en Spoken                        | Roberto Mercurio, Martin de Wagter, René van Mierlo, Ton Snijders, Stef Bos | 4:43 |
| 2.  | Lied van God - Wat Ik Niet Ben                         | Roberto Mercurio, Martin de Wagter, René van Mierlo, Ton Snijders, Stef Bos | 4:49 |
| 3.  | Lied van Ruth - My Land Is Jou Land                    | Stef Bos                                                                    | 4:16 |
| 4.  | Lied van Lea - Wat Moet Ik Hier Nog                    | Roberto Mercurio, Martin de Wagter, René van Mierlo, Ton Snijders, Stef Bos | 4:34 |
| 5.  | Lied van Prediker - Alles Is Lucht (met Frank Boeijen) | Frank Boeijen, Stef Bos                                                     | 4:29 |
| 6.  | Lied van Job - Nulpunt                                 | Ton Snijders, Stef Bos                                                      | 4:20 |
| 7.  | Lied van Noach - de Ark (met Fernando Lameirinhas)     | Fernando Lameirinhas, Stef Bos                                              | 4:47 |
| 8.  | Lied van Maria Magdalena - Zoals Licht (met JackoBond) | Roberto Mercurio, Martin de Wagter, René van Mierlo, Ton Snijders, Stef Bos | 3:02 |
| 9.  | Lied van Christus en de Duivel - Duel                  | Roberto Mercurio, Martin de Wagter, René van Mierlo, Ton Snijders, Stef Bos | 3:47 |
| 10. | Lied van Jezus en Judas - de Judaskus                  | Roberto Mercurio, Martin de Wagter, René van Mierlo, Ton Snijders, Stef Bos | 4:24 |
| 11. | Lied van de Moeder - Pietà                             | Ton Snijders, Stef Bos                                                      | 4:00 |
| 12. | Lied van Petrus - Vlees en Bloed                       | Roberto Mercurio, Martin de Wagter, René van Mierlo, Ton Snijders, Stef Bos | 7:06 |